# Birkmeyer (Familie)
Die Familie Birkmeyer ist eine Wiener Tänzerfamilie.
Als Familienpatriarch gilt der 1808 geborene und 1880 verstorbene Anton Birkmeyer, der von 1841 bis 1876 als Tänzer am Hoftheater engagiert war und dies der nächsten Generation weitergab. Die nachfolgenden Generationen brachten immer wieder professionelle Tänzer und Tänzerinnen hervor.

## Genealogie
- Anton Birkmeyer (1808–1880), Tänzer
  - Adolf Birkmeyer sen., Tänzer und Tanzlehrer
    - Adolf Birkmeyer jun., Tänzer und Tanzlehrer

  - Julius Birkmeyer, Tänzer
  - Hermann Birkmeyer, Tänzer und Tanzlehrer
    - Toni Birkmeyer (1897–1973), Balletttänzer und Choreograf
      - Susanne Birkmeyer (* 1920), Balletttänzerin
      - Michael Birkmeyer (* 1943), Tänzer und Choreograf